# 속 쥐띠부인
"속 쥐띠부인"는 1972년 공개된 대한민국의 영화로, 쥐띠부인(1971)의 속편이다.

## 배역
- 고은아
- 최무룡
- 허장강
- 도금봉
- 박지영
- 이대엽
- 홍성우
- 윤연경
- 한문정
- 사미자
- 이룡
- 박기택
- 강계식